# Lucio Geganio Macerino
Lucio Geganio Macerino (en latín Lucius Geganius Macerinus) tribuno consular del año 378 a. C.
Macerinus era el nombre de una familia romana muy antigua de la gens patricia Gegania.